# Мукаєво
Мука́єво (рос. Мукаево, башк. Мөкәй) — присілок у складі Кармаскалинського району Башкортостану, Росія. Входить до складу Новокієшкинської сільської ради.
Населення — 259 осіб (2010; 356 в 2002).
Національний склад:
- башкири — 96 %